# Kurt Lottner
Kurt Lottner (né le 30 octobre 1899 à Hamm et mort le 15 mars 1957 à Bad Schwartau) est un officier allemand, plus récemment Generalmajor pendant la Seconde Guerre mondiale.

## Biographie
Il sert dans la Wehrmacht en tant qu'officier d'état-major dans la 239e division d'infanterie et dans la 12e corps d'armée. Lottner dirige le 111e régiment d'infanterie en tant que commandant pendant la Seconde Guerre mondiale. Après avoir été grièvement blessé en 1943, il est initialement incapable de travailler dans sa ville natale de Bad Schwartau après des séjours à l'hôpital et à partir du début du mois d'avril 1945, en tant qu'invalide, il est le commandant de combat de Lübeck. Le 2 mai 1945, il livre Lübeck aux troupes britanniques sans combat et est fait prisonnier de guerre à Island Farm en 1947.

## Récompenses
- Croix de fer (1914) 2e et 1re classe
- Fermoir de la croix de fer 2e et 1re classe
- Croix allemande en or le 7 octobre 1943
- Croix de chevalier de la croix de fer le 14 octobre 1943